# Johan Henrik Deuntzer
Johan Henrik Deuntzer, född 20 maj 1845, död 16 november 1918, var en dansk politiker (statsminister 1901-1905). Han var medlem i Venstre och efter 1905 det Radikale Venstre.
Deuntzer tog kandidatexamen i juridik 1867 och var mellan 1872 och 1901 professor i juridik vid Köpenhamns universitet. Han deltog 1888 i förhandlingar med Sverige och medborgarrätt och hur fattigvårdsskyldigheten mellan länderna skulle hanteras. 1900 deltog i liknande förhandlingar om livförsäkringslagstiftningen. 
Förutom en kort period efter 1883 då han deltog i den liberala rörelsen hade han inte varit i politikens rampljus innan han 1901 oväntat blev utsedd till stats- och utrikesminister.
I egenskap av utrikesminister förhandlade han om försäljning av Danska Västindien. Då detta ledde till splittringar inom regeringen tvingades han avgå 1905.
Mellan 1902 och 1913 satt han i folketinget och mellan 1914 och 1918 var han kungligt utsedd medlem av landstinget.
Deuntzer blev kommendör med stora korset av Nordstjärneorden 1902.